# Yenişehir (Pendik)
Yenişehir est un quartier du district de Pendik de la métropole d'Istanbul.